# Merboltice
Merboltice település Csehországban, Děčíni járásban. Merboltice Žandov, Starý Šachov, Valkeřice és Verneřice településekkel határos. Lakosainak száma 198 fő (2024. január 1.).

## Népesség
A település lakosságának változását az alábbi diagram mutatja:
| Lakosok száma | 1065 | 965  | 875  | 269  | 124  | 175  | 192  | 206  | 215  | 198  |
|               | 1869 | 1900 | 1921 | 1961 | 1980 | 2011 | 2016 | 2019 | 2021 | 2024 |